# Pino Palladino
Pino Palladino é um baixista de rock and roll, jazz e rhythm and blues. Inicialmente músico de sessão, Palladino trabalhou com diversos artistas, incluindo Paul Young, Eric Clapton, Don Henley, Melissa Etheridge, D'Angelo e Pink Floyd. Mais recentemente ele tornou-se membro convidado do The Who, substituindo o falecido John Entwistle.
Participou em 2004 do projeto Try!, com o músico John Mayer e o baterista Steve Jordan, formando o John Mayer Trio.
Em 2009 formou, com o tecladista Philippe Saisse e o baterista Simon Phillips, o trio de funk rock Phillips Saisse Palladino.
Atualmente voltou a se apresentar com o músico John Mayer na turnê do novo álbum The Search for Everything (2017).